# لیندا پارک (کمیک)
لیندا پارک  (به انگلیسی: Linda Park) یک روزنامه نگار کره ای-آمریکاییی تخیلی منتشر شده توسط کتاب‌های دی‌سی کامیکس است.وی دوست دختر و بعدها همسر سومین فلش ، والی وست است.

## حضور در فیلم ها
- در مجموعه تلویزیونی فلش ۱۹۹۰ ، ماریکو تس در نقش لیندا پارک ، دوست دختر سابق بری آلن ایفای نقش کرد.
- در مجموعه تلویزیونی فلش ۲۰۱۴ ، ملیس جو ایفاگر نقش لیندا پارک/دکتر لایت بود.